# Соя (течение)
Соя (яп. 宗谷海流 Со:я-кайрю:) — самое северное из всех тёплых течений Японского моря. В позднем голоцене течение несколько ослабло, сократилась зона его влияния на климат южного Охотоморья и особенно Малых Курил, где его потеснили холодные воды тихоокеанского Оясио. Наиболее заметным его влияние остаётся на юге и юго-западе Сахалина и на острове Монерон, в меньшей степени также на охотоморской стороне Кунашира и Итурупа.

## География
Представляет собой остаточную (30 %) северную ветвь Цусимского течения, которая под давлением холодных и плотных вод течения Шренка через пролив Лаперуза, огибая мыс Соя, входит в южную часть акватории Охотского моря, где разветвляется на два потока (северный и южный). Воды северного потока создают тёплый круговорот в южной части Охотского моря, воды юго-восточной ветви огибают северный берег Хоккайдо и устремляются прямо к острову Кунашир. Под давлением плотных и холодных вод северной части Охотского моря, остатки тёплых вод обеих веток течения уходят в Тихий океан по узким проливам между островами Кунашир, Итуруп (у мыса Рикорда), Уруп и Шикотан. В результате постепенного ослабления течения в Малый ледниковый период XVII—XVIII веках на Шикотане исчез дуб.

## Значение
Воды течения имеют важное практическое значение для флоры и фауны Охотского моря, а также суши его южных островов. Благодаря смешению тёплых и холодных вод, флора и фауна окружающих течение вод является одной из самых продуктивных регионов в мире в плане морского рыболовства. Вместе с тем течение продолжает усложнять экологическую ситуацию в охотоморском регионе, так как из-за гораздо более высокой плотности населения Японии, его воды несут значительное количество бытовых и прочих промышленных отходов в территориальные воды России.

## Гидрография
Тёплые и солёные воды течения распространяются вдоль охотоморского побережья острова Хоккайдо на глубинах от 0 до 70 м от пролива Лаперуза до южных Курильских островов. С января по май течение затухает, его «предвестник» имеет температуру +4…+6 °C, при солёности 33,8—34,2 ‰; пик приходится на июнь-ноябрь, когда воды течения достигают температуры +14…+17 °C и имеют наиболее высокую солёность (до 34,5 ‰). В этот период течение активно прогревает юго-западные склоны острова Сахалин (до города Томари), острова Монерон, а также западные и северные берега Южных Курил, которые обращены в сторону Охотского моря. В этих регионах летом меньше туманов и дождей, а получающая больше солнечной радиации суша отличается большим разнообразием флоры и фауны, в которые проникают многочисленные субтропические виды (магнолия обратнояйцевидная, японская белоглазка и другие). Зимой из-за частых оттепелей на юго-западе Сахалина снежный покров неустойчив. Тёплые воды течения местами создают благоприятные условия для развития и размножения ряда субтропических моллюсков: так из всей территории России только на Монероне встречается галиотис. В последнее время в верхних слоях течения в конце лета отмечается потепление вод до +24 °C в Анивском заливе близ посёлка Новиково, на охотском берегу Кунашира — до +20 °C, что позволяет купаться в море. Зимой и весной течение ослабевает, с севера его активно теснят воды холодного и опреснённого Восточно-сахалинского течения.
Течение Соя имеет также очень важное значение для судоходства вдоль западного побережья Сахалина: к примеру, вплоть до Красногорска включительно, в отличие от находящегося в 70 км севернее города Углегорска, Японское море не замерзает, а лишь только в сильные морозы и после снегопадов покрывается шугой на небольшое расстояние от берега. Именно по этой причине среднегодовая температура городов юго-западного Сахалина сопоставима с городами европейской России: в Красногорске она идентична вологодской (+3,5 °C), а в Невельске соответствует московской (+5,8 °C).

## См.также
- Курильские проливы